# Vertigo Tour

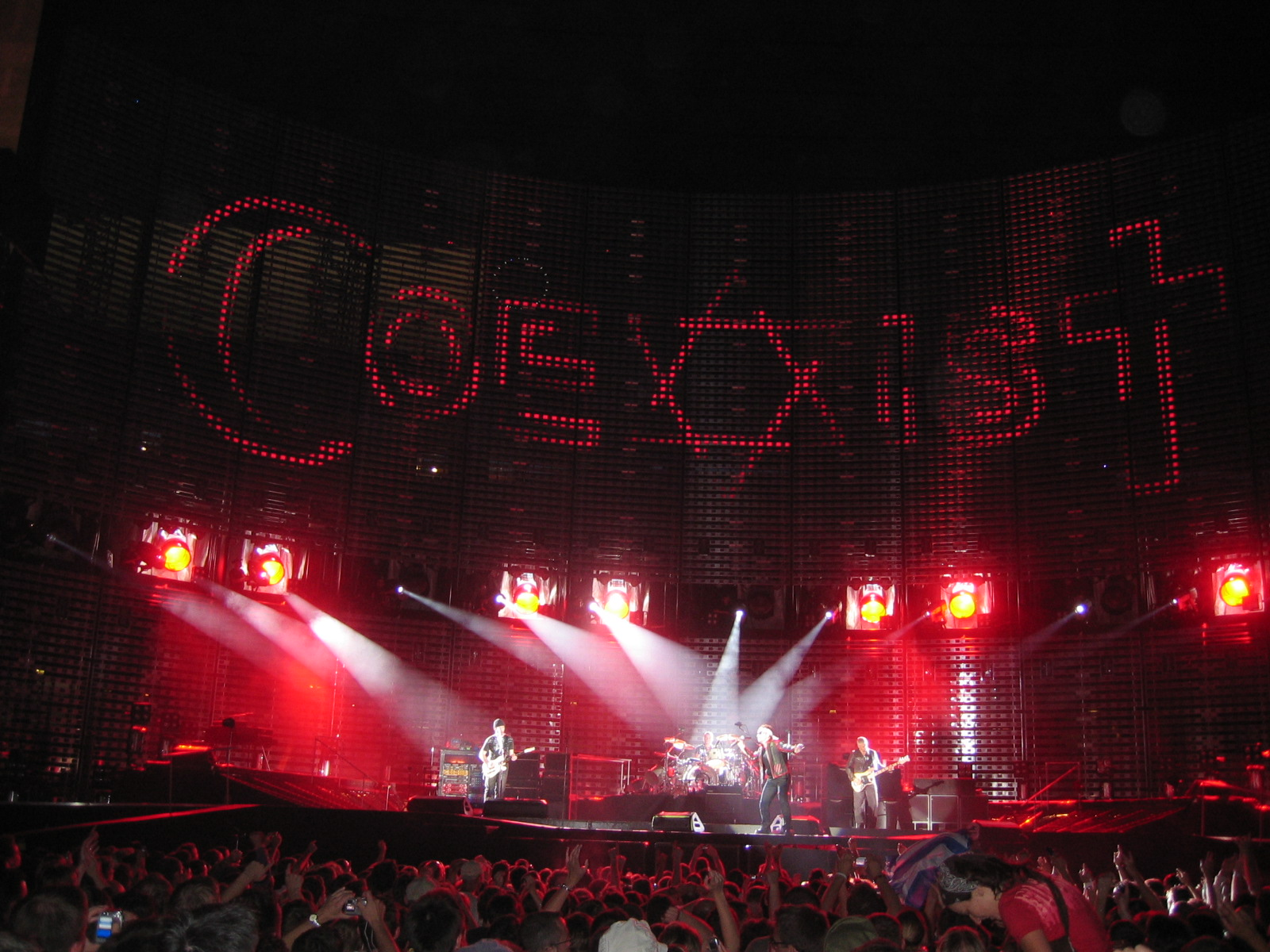
Stade de France, 9 juli 2005

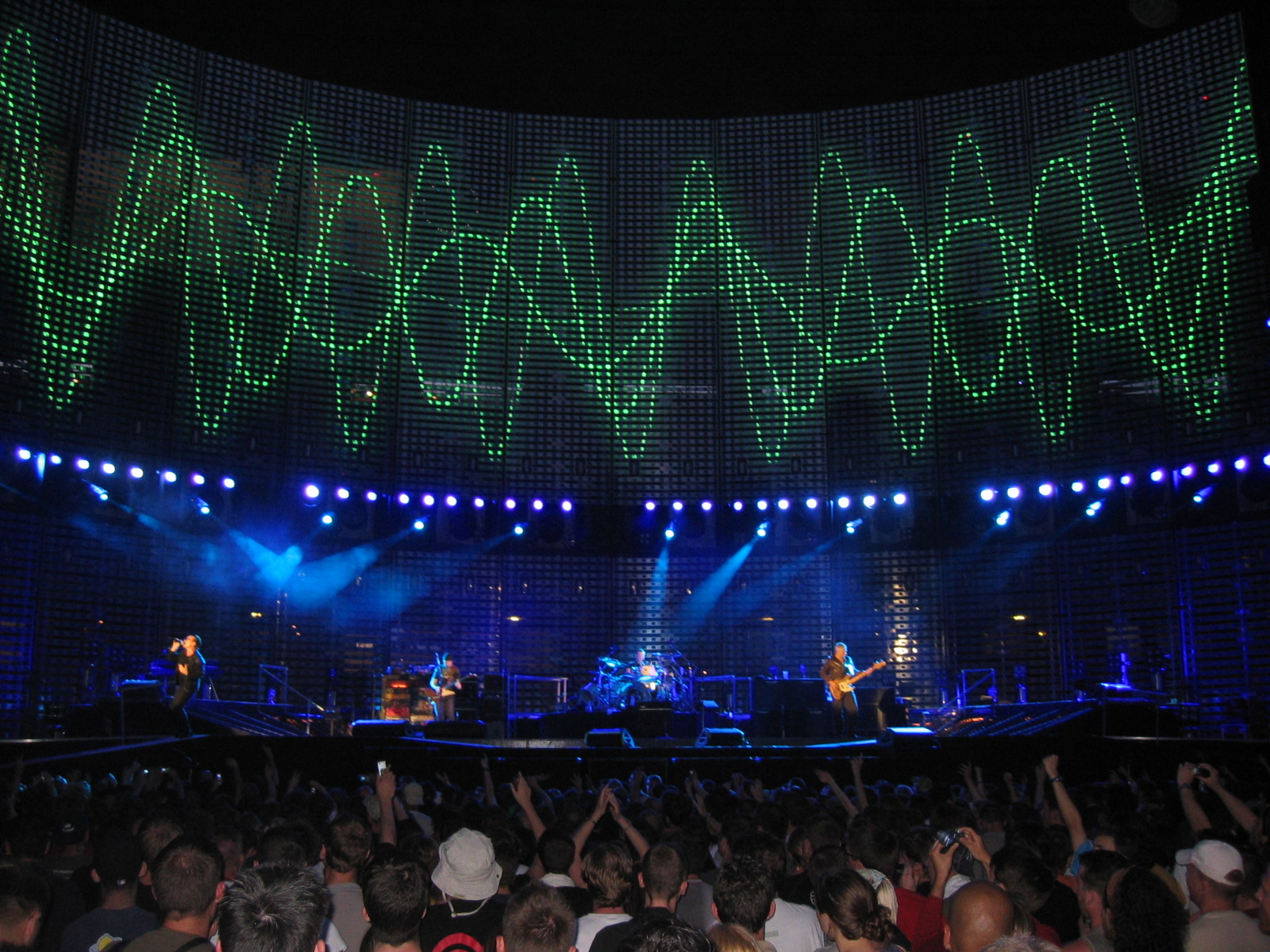
Stade de France, 9 juli 2005

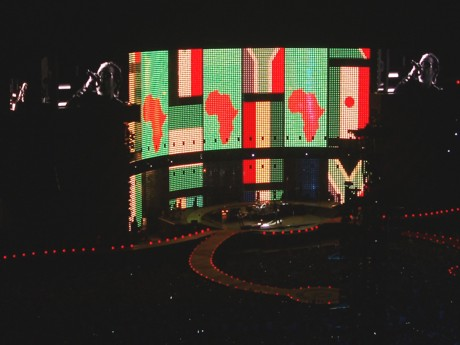
San Siro, Milano, 21 juli 2005

De Vertigo Tour is een tour van de Ierse band U2.
De tour werd gehouden ter promotie van het album How to Dismantle an Atomic Bomb.

## HTDAAB Promo Tour
Als voorproefje en try-out van de Vertigo Tour werd een promo tour gehouden van 7 concerten. De promotour begon op 15 oktober 2004 in Londen en werd daar op 2 december datzelfde jaar ook afgesloten. Tussendoor speelden ze onder andere in New York en Dublin.

## 1st leg
De 1st leg ("eerste poot") begon op 26 maart 2005 in de Sports Arena in Los Angeles en werd op 28 mei in Boston beëindigd.
Tijdens dit deel van de tour toerde de band alleen door Noord-Amerika.

## 2nd leg
De zogenaamde 2nd leg ("tweede poot") begon op 9 juni 2005 in Brussel en werd op 14 augustus in Lissabon beëindigd.
Tijdens deze leg toerde U2 door Europa en stonden ze op 13, 15 en 16 juli in de Amsterdam ArenA.

## 3rd leg
De 3rd leg ("derde poot") begon op 9 september in Toronto en eindigde op 19 december in Portland.
Tijdens deze leg toerde U2 door de Verenigde Staten en Canada.

## 4th leg
Op 8 februari 2006 begon de 4th leg ("vierde poot") van de Vertigo Tour in Los Angeles. Daarna vertrok de band naar Latijns-Amerika om daar op te treden in onder andere Mexico-Stad en Santiago. Deze leg kwam op 2 maart in Buenos Aires ten einde.

## 5th leg
De 5th leg ("vijfde poot") is de laatste leg van de Vertigo Tour, deze begon op 7 november in Brisbane en werd op 9 december in Honolulu afgesloten.
Tijdens deze leg toerde U2 door Australië, Nieuw-Zeeland, Japan en Hawaï
Bono · The Edge · Adam Clayton · Larry Mullen jr.